# Trachysphaera similicostata
Trachysphaera similicostata är en mångfotingart som först beskrevs av Radu och Ceuca 1951.  Trachysphaera similicostata ingår i släktet Trachysphaera och familjen Doderiidae. Inga underarter finns listade i Catalogue of Life.